# 加里·亚伯拉罕
加里·亚伯拉罕（英語：Gary Abraham，1959年1月8日—），英国男子游泳运动员。他曾代表英国参加1976年和1980年夏季奥林匹克运动会游泳比赛，其中1980年奥运会获得一枚铜牌。